# 高槻阪急

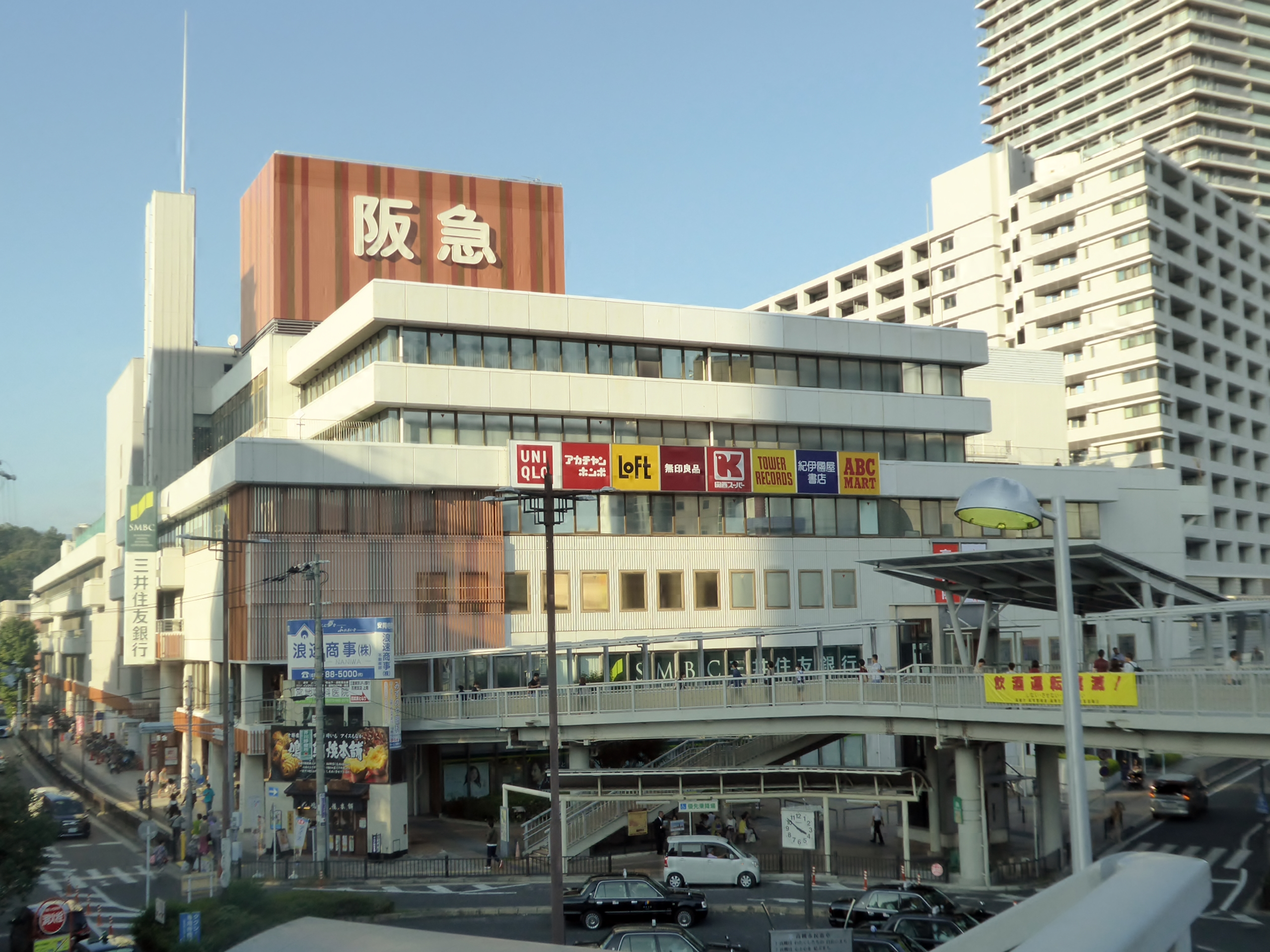
高槻阪急時代の外観

高槻阪急スクエア（たかつきはんきゅうスクエア）は、大阪府高槻市白梅町（JR西日本高槻駅北口）にある、エイチ・ツー・オー リテイリング傘下の阪急阪神百貨店が運営する阪急百貨店の店舗。
本項では前身となった施設である、かつての西武百貨店やそごう・西武が運営していたショッピングセンター「オーロラモール」についても併せて記述する。

## 西武高槻店「オーロラモール」
高槻市が主導した国鉄高槻駅前再開発事業に「西武百貨店関西」が参画し、ショッピングセンターの建設に取り掛かり、百貨店を核店舗に1974年11月15日にオープンした。同社としては2号店にあたる。本来は、1973年9月29日のオープンを予定していたが、4日前の9月25日、火災が発生。原因は警備員による放火で、西武百貨店社員1人を含む6人が死亡、14人が重軽傷を負う惨事となり、建物の修繕に1年余りを費やした。
1973年に大規模小売店舗法が制定されたことを受けて、直営売場を削って各フロアに専門店を入居させる試みを行った。西友やパルコが同居しているような形態で、モール併設型店舗の先駆けでもある。そのため、あえて百貨店ではなく「ショッピングセンター」と呼称していた。このスタイルは西武百貨店関西の3号店となった大津店（滋賀県大津市）の他、西武春日井ショッピングセンター、西武津田沼ショッピングセンター（西友津田沼店と津田沼パルコ）などにも踏襲された。
開店告知広告には、大村崑一家がビートルズの扮装で登場。開店後は予想を30%から50%も上回る来客があり、地下1階にテナントとして入った関西スーパーと百貨店の組み合わせが成功したことで、他社もこのSCに追随する契機となった。
施設名称は「西武タカツキショッピングセンター」→「西武高槻ショッピングセンター」→「オーロラモール」と変遷している。
改装
1995年9月、団塊の世代のミセス（当時の40代）をターゲットにリニューアル。地上駐車場を簡易的な2階構造に拡張した。
2004年9月10日の全館リニューアルで施設名称を「オーロラモール」へ変更した。リニューアルでは屋上駐車場と2階部を解体し、隣接するジーエス・ユアサコーポレーションの工場跡地に多階層型駐車場を開設。百貨店ゾーンでは60のファッションブランドを新たに導入し、従来はなかった「デパ地下グルメ」ストリートも新設された。専門店ゾーンでは北摂最大となるユニクロ大型店、アカチャンホンポ、ベスト電器（2010年閉鎖）などが入居した。この高槻店のリニューアルは、船橋店（2004年8月27日）に次ぐもので、その後、2005年2月には筑波店、3月4日には八尾店もリニューアルされた。
西武時代は核テナントの西武百貨店高槻店や改称した西武高槻店に対し、モール全体の名称を「オーロラモール」としており、入居テナントや各種案内表示でも両方の名称が混在していた。

### 阪急への譲渡
2017年10月1日、そごう神戸店と共に経営権がそごう・西武（セブン&アイ・ホールディングス）から、エイチ・ツー・オー リテイリング（H2O、阪急阪神東宝グループ）に譲渡された。運営は不動産の管理・開発を手がけるH2O子会社のエイチ・ツー・オーアセットマネジメントが行う。
経営移譲後も、当面は「西武高槻店」のまま西武の店舗として運営していたが、H2Oは2018年9月27日、グループ内の事業再編に伴い、2019年10月1日付で運営母体を阪急阪神百貨店へ移管し、同日付で屋号を「高槻阪急」へ変更した。
2017年以降の運営会社交代により、2018年と2019年は埼玉西武ライオンズの優勝セールを行わなかった。当時の西武鉄道グループの事実上の持株会社であった国土計画による球団買収以降、関西地区では大津・八尾・塚新の各店とともに優勝セールが恒例化し、特に高槻では年度により選手もゲストとして招かれるなど盛大に行われていた。そうした経緯もあり、ライオンズ優勝決定前後には、優勝セールを行わないことと、2017年以降は阪急阪神東宝グループが運営している旨を併記した告知が店頭に掲示された。
高槻駅周辺は、北口にアクトアモーレ（核店舗はアル・プラザ高槻）、南口にグリーンプラザたかつき（2号館は松坂屋高槻店）が競合し、また一帯には複数の商店街が広がっており、北摂随一の商業集積地となっている。2004年には、北口の西武百貨店高槻店が西武ライオンズ、南口の松坂屋（本社：名古屋市）が中日ドラゴンズの優勝セールをそれぞれ開催していた（1988年は昭和天皇の病気により西武百貨店高槻店は自粛。松坂屋は不明）。

## 高槻阪急スクエア
2019年10月5日、神戸阪急と共に「高槻阪急」としての営業を開始し、2023年10月6日、「高槻阪急スクエア」に再度屋号を変更、新装オープンした。運営会社交代後も、以前から出店していたタワーレコード（セブン&アイの持分法適用会社）、そごう・西武の子会社であるロフト、セブン&アイ・グループのアカチャンホンポは引き続き入居している。また、2022年6月には家電量販店のビックカメラが3階に出店した。

### 店名変更に合わせての改装
デパ地下は利用頻度が高いことから、毎日楽しい売場を目指した大規模改装を行った。西武高槻店末期の2019年9月から総菜、和洋菓子売場の新ブランド導入を開始した。生鮮・青果売場の改装、北野エースの誘致に加え、阪急阪神百貨店の支店では最大となる自主編集売場「銘菓銘品日本の味」コーナーや、新しいレシピや食材を紹介する「キッチンステージ」や購入したおやつを摂りながら休憩する「おやつコーナー」といったコト・モノ提案スペースも設けた。新サービスとして阪急百貨店うめだ本店からのスイーツ取り寄せサービスや川西阪急以降の郊外店で実施している食品配達サービスも導入し、11月22日にこれらの改装が完了した。

### フロア構成
地下1階
- 関西スーパー高槻店
- ココカラファイン高槻阪急スクエア店
- 食料品（デパ地下）・フラワーショップ

1階
- 婦人服、紳士服など
- 三井住友銀行高槻駅前支店・高槻ローンプラザ
- GU高槻阪急スクエア店

2階
- 婦人服など
- 無印良品高槻阪急スクエア

3階
- 紳士服、スポーツ用品、ギャラリーなど
- タワーレコード高槻阪急スクエア店
- ロフト高槻阪急スクエア店
- ビックカメラ高槻阪急店（2022年6月10日オープン）[13][15]

4階
- インテリア、雑貨など
- ユニクロ高槻阪急スクエア店
- ABCマート高槻阪急スクエア店

5階
- 子供服、生活雑貨、ペットショップなど
- アカチャンホンポ高槻阪急スクエア店
- 紀伊國屋書店高槻阪急スクエア店

6階
- レストラン街
- 高槻市くらしの総合相談センター（社会福祉協議会）
- 多目的ホール